# Alfombra de oración

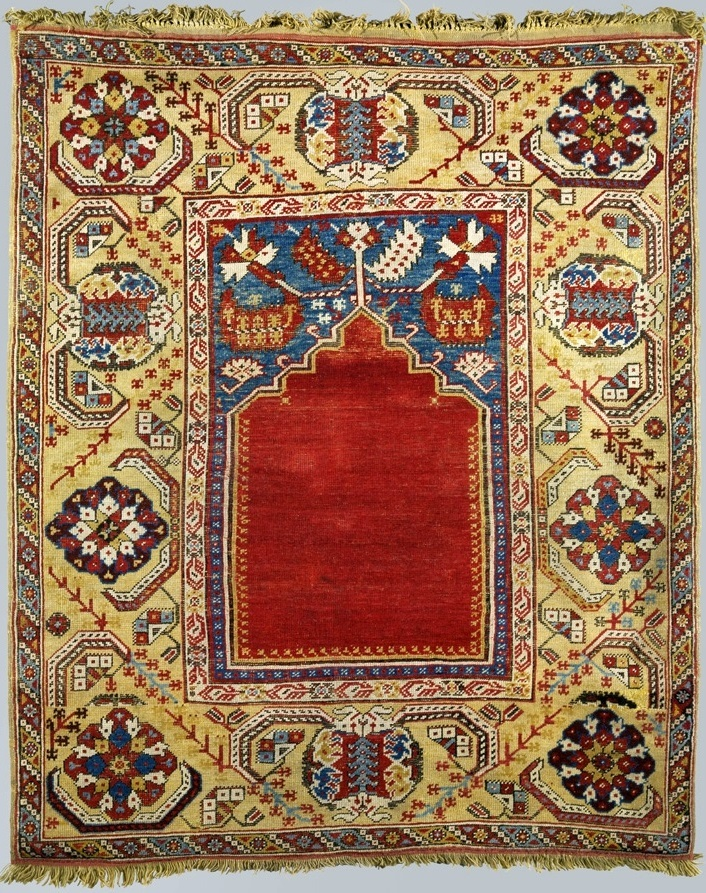
Una alfombra de oración turca del. Museo Nacional de Varsovia.

La alfombra de oración es usada por los musulmanes para el salat, el ritual del rezo en el islam. Se coloca con el dibujo del mihrab hacia adonde han de mirar quienes oran y que señala (alquibla) la Kaaba en La Meca.
Además de estar decorado con un mihrab, y formas geométricas, puede tener otros símbolos de rezo incorporados en su diseño, como pueden ser unas manos para señalar donde colocar sus manos durante el rezo, una lámpara de mezquita, el árbol de la vida, etc.